# Sivi egiptovski granit
Sivi egiptovski granit, tudi Marmor Claudianum, Granito del Foro je značilna vulkanska kamnina, ki so jo uporabljali že v času rimskega cesarstva. 
Ime »Marmor Claudianum« je latinskega izvora, drugače pa ga imenujemo sivi granit. V italijanskem jeziku so ga strokovnjaki poimenovali »granito del foro«. Ime so uvedli zaradi pogostega zanimanja za Rimski forum in zaradi lažjega prepoznavanja rimskih ornamentnih kamnin. V rimskem času so granit pridobivali v Egiptu v kamnolomih ob vznožju Mons Claudianusa. 

## Geografija
Naselje in kamnolomi Mons Claudianusa so se nahajali v vzhodnem delu Egipta, 500 km južno od Kaira med mestom Quena ob Nilu, severno od Luxorja in Hurgarda ob Rdečem morju, v osrčju gora na 700 metrih nadmorske višine. Oddaljenost od Rdečega morja je 50 km, od reke Nil pa 120 km. Zemljepisna širina je 26°48´S in dolžina 33°29´V.

## Geologija
Granit sodi med magmatske kamnine, ki nastajajo s kristaljenjem silikatne taline. Pravimo ji magma ali žarja. Je najbolj razširjena kamnina iz podskupin globočnin, to je kamenin, ki so se strdile globoko v zemeljski skorji. Granit je zrnata kamnina, ki je svetlejše barve, največkrat rožnate, sive, rumenkaste ali zelenkaste barve. Sestavljajo ga kalijev glinenec (bledo rožnat ortoklaz), kisli plagioklaz, kremen in temni kristali biotita (sljuda).
Poimenovanje granita so podali različni strokovnjaki kot so Lazzarini, Roder, Kraus, Klemm, Harrel in Sabet. Poimenovali so ga: granodiorit, kremenjakov diorit, tonalit.
V kamnolomih Mons Claudianusa se nahajata dve vrsti granita. Starejši granit je sive barve in je star okoli 1000-800 milijonov let. Mlajši granit je roza barve, star je okoli 650-550 milijonov let in se je nahajal v gorah v bližini Mons Claudianusa.
Na različnih vzorcih granita iz Mediteranskega področja so bile narejene različne analize (petrografija, kemične analize in magnetna susceptibilnost), s katerimi so poizkušali dobiti podobnost z vzorci granita iz Mons Claudianusa (barva, mineralogija/tekstura ...). Mediteranska področja so bila: centralna Galija, centralna in zahodna Iberija, Kapadokija, Jordanija, Savdska arabija, Egipt (Samna, Barud, Umm Shegilat), Turčija (Kozak Dag, Eybekdag blizu Edremifa, področje okoli Euciler), področje okoli Marmarskega morja (Kapidag, Uludag), Severna Makedonija, Trakija, Bolgarija (Sandanski), južna Italija (Kalabrija), otoka Giglio in Monte Cristo, Elba (Monte Cappane, Cavoli), Sardinija (San Bainzo, Capo Tiesta), južna Francija, zahodna Španija in Portugalska. Analize so pokazale, da je povezanost Mons Claudianusa najbolj blizu zahodna Turčija (Kozak Dag). 

## Kamnolom
Najdišče sta odkrila Wilkison in Burton leta 1823. Kasneje, leta 1960 so tu raziskovali Nemci. Najdišče so leta 1980 obiskali učenjaki, ki so preučevali papiruse v Kairovem muzeju. Leta 1983 je bilo raziskovanje onemogočeno zaradi vojne. Kasneje so skoraj do najdišča speljali asfaltirano cesto (manjkala sta še 2 km). Leta 1986 je potekalo raziskovanje arheologov in preučevalcev papirusov iz Anglije, Belgije, Francije in Danske.

### Topografija
Mons Claudianus leži v puščavskem območju okoli 2 km od puščave Wadi Umm Hussein. Prevladujejo gore z vrhovi kot so Gebel Fatira, Umm Anab ali Ras Barud. Nekateri vrhovi se dvigujejo preko 2000 m nadmorske višine. V Mons Claudianusu se nahaja 130 kamnolomov, ki ležijo severno in jugozahodno od naselja, znotraj kroga v premeru 1.5 km. Kamnolomi so različne velikosti(10 m -30 m, v nekaterih primerih pa tudi do 50 m). Tu ni velikih odprtih kamnolomov, kateri so značilni predvsem za druge predele rimskega sveta, niti evidenc o rovih oz. tunelih. V kamnolomih so le manjša izdolbljenja v pobočja. V dveh primerih imata kamnoloma steno izdolbeno v obliki črke U. V enem kamnolomu je bila stena izdolbena v obliki črke L.
V nekaterih kamnolomih so bili najdeni bloki, stebri z različnimi napisi in oznakami, kapiteli, baze, doki, rampe in delavnice, na pobočjih kmanolomov pa tudi neke vrste jarki, ki so jih pustili doki, po katerih so spuščali navzdol kamnite bloke.

### Poti
Rimske poti so bile običajno označene z mejniki ali manjšimi stolpi. Nekatere poti so bile tudi tlakovane. Primeri takih rimskih poti so: Umm Balad (ni bila označena z mejniki), Mons Porphyrities-Nil ( bila je tlakovana in označena z mejniki), el-Heita in el-Aras (bila je tlakovana). V Mons Claudianusu so poti večinoma uničene zaradi erozij in modernejšega cestnega prometa.

### Ceste
Ceste iz Mons Claudianusa proti Nilu potekajo proti jugozahodu vzdolž Wadi Fatiri el-Beida. Iz dokazov, kot so odpadni kamninski material in manjši bloki je razvidno, da so bile te ceste v uporabi. 

### Delovna metoda
V skalo so delavci zvrtali luknje, v katere so zabijali lesene kline, ki so bili postavljeni pravokotno v luknje. Kline so zabijali s kladivom. Pri tem je bilo potrebno uravnavati pritisk kamnine, da se skala nebi razklala. Vzporedno so v luknje dodajali vodo, da je bilo obdelovanje kamnine lažje. Tako so dobili pravokotne bloke, ki so jih nato pripravili za nadaljnjo izdelavo. Kamnite bloke so s pobočja kamnoloma spuščali navzdol s pomočjo vode (nevihta, dež) po dokih. Doki so se končali pri tovornih rampah, katere so služile za premeščanje blokov do sani ali valjev. Material so nato preložili na vozove in ga transportirali do Nila.   

### Orodja
V kamnolomih Mons Claudianusa so za obdelavo kamnine uporabljali različne tipe orodij. Večinoma so uporabljali železna šila, kladiva in kline. Klini so bili različne oblike in velikosti, zato so tudi luknje v blokih različne. V Mons Claudianusu ni sledu  o uporabi cepina ali krampa, ki je bil uporabljen za marmor in mehkejše kamnine. To vrsto orodja so uporabljali v kamnolomu Kocali, našli so ga tudi v Nemčiji (Felsberg)-vidni so sledovi na blokih. Poleg cepina ali krampa so uporabljali tudi neke vrste žago, vendar v Mons Claudianusu ni sledu o njej.

### Napisi
V Mons Claudianusu je bilo najdenih več blokov in stebrov, na nekaterih so bili napisi vklesani ali pa napisani z rdečo barvo. Napisi se težko interpretirajo in strokovnjaki so s preučevanjem prišli do nekaterih zaključkov: 
- Napis RACLP lahko stoji sam ali pa so dodatno napisane tudi različne rimske številke. Oznaka naj bi pomenila, da je bila v kamnolomu neka druga delavnica iz drugega kamnoloma; če je bila ta oznaka napisana na bloku je pomenilo, da je bil blok namenjen za neko posebno funkcijo. Oznaka se pojavlja tudi na amforah Dressel 20. Črka R lahko pomeni »recesentum« (odobritev ali uradno pregledano). Oznaka CL pomeni Claudianus. Za črko P še niso našli pravega pomena. Ta napis se pojavlja v 13 kamnolomih.
- Napis PRDN, PRD, PD ali P, kateri so običajno napisani skupaj z različnimi rimskimi številkami. S temi oznakami so označevali številko in velikost granitnega bloka. Črka N, bi lahko pomenila »numerus« (številka). Ti napisi se pojavljajo v 8 kamnolomih.
- Napis Cb največkrat stoji sam in ga je težko interpretirati, včasih pa so zraven napisane tudi rimske številke. Te napise so našli v 5 kamnolomih.
- Poleg napisa TN so včasih napisane tudi različne rimske številke. Te napise so našli v 6 kamnolomih.
- Grške številke in oznaka Π naj bi pomenile, da so bloke zelo natančno izmerili, zrisali in določili volumen bloka, ki so ga namenili za nadaljnjo obdelavo.
- Pojavljajo se tudi različna imena in različni teksti (ΦΛAΔIΔ, OPELLIUS, Cepmiωnoc, EPΓOΔOTY, NIKOTYXAI...).

### Transport
Potovanje kamna do Nila je trajalo več dni, odvisno od količine tovora. Pri številnih obcestnih postojankah so se ustavljali ljudje s svojimi živalmi, ki so sodelovale pri transportiranju kamna. Tu so se lahko odpočili in okrepčali. V 19.st. so odkrili manjše utrdbe z ohranjenimi sobami, katere so bile v tistem času oskrbovane tudi z vodo. Za transportiranje kamna do Nila so uporabljali vozove, katere so vlekli osli, mule ali pa tudi veliko število ljudi. Na čolnih so nato kamen pripeljali do mesta Quena. Od tu so pluli proti morju in ga nato pretovorili na ladje, katere so prekrižarile Mediteransko morje, da so prispele v Rimska pristanišča v Italiji. Ker so bili stebri zelo veliki, so jih obdelali in dokončali že v kamnolomu.

## Delavnice in izdelki
V Mons Claudianusu je bilo odkritih 130 kamnolomov. V 53 kamnolomih so bile odkrite delavnice. Delavnice so bile večinoma pravokotnega tlorisa, grajene iz kamna. Dimenzije so si med seboj podobne (5 m X 3 m), oddaljenost med njimi pa je znašala od 15 m do 20 m. Od 53 kamnolomov, so v 24-tih našli v delavnicah usedline pepela in železne žlindre, kar nakazuje, da bi tu lahko stale kovačnice, v katerih so izdelovali in popravljali orodja in orožja. V enem izmed kamnolomov so našli ostrako, ki je vsebovala seznam orodja: sekira z dvojnim rezilom, lopata, dleto. Delavnice so bile odkrite tudi v rimskem naselju Hydreum in na področju Wadi Umm Hussein (1 km oddaljeno od naselja Hydreum). Možno je, da so vse delavnice sodelovale med seboj.

### Naselje in delavnica na področju Wadi Umm Hussein
V Mons Claudianusu se je nahajalo rimsko naselje, ki leži na severni strani Wadi Umm Hussein. Naselje je bilo  s streh strani obkroženo s hribi in s puščavo na severni strani. To je bila rimsko kazenska kolonija. Delovne razmere so bile tu zelo slabe, zato je bil kamnolom uporabljen za kaznovanje obsojencev. Naselje je bilo postavljeno ob Nilu ob rimski poti. Ob poti so se nahajale rimske postojanke z enodnevnimi vmesnimi intervali. Naselje je bilo obkroženo z granitnimi stenami in z okroglimi obrambnimi stolpi na vogalih, kateri so ga varovali pred Beduinskimi napadi. Imelo je kompleks ulic, sobe različnih velikosti in tudi vodnjak s sladko vodo. Tu so bili tudi hlevi za živali in skladišča. V bližini je bilo tudi pokopališče. Na severni strani je bil kopališki kompleks in malo dlje proti severu tempelj Serapis, za katerim so se nahajali kamnolomi. Naselje je bilo dom rokodelcev, paznikov, duhovnikov in trgovcev. Delavci, kateri so delali v kamnolomu so živeli zunaj naselja v kolibah. V eni izmed njih so arheologi našli keramiko, steklo, tekstil in les. Proti koncu 1. in proti sredini 3.st.n.št. so na vseh okoliških gorah pridobivali sivi granit.
Arheologi so naleteli pri izkopavanjih na različne predmete kot so npr.: keramika, kovanci cesarja Avreliana (269-270) in Probusa (276-282), steklo, pletene košare, tekstil, papiruse, živalske kosti (npr.osel, ribe iz Rdečega morja) in ostrake. Najdeno je bilo preko 8000 ostrak. Ostrake so kosi keramike, na katerih so bili napisani različni podatki v zvezi s kamnolomi, kot so npr.: vodni viri, število delavcev, ki so zabijali kline v bloke; število delavcev, ki so žagali bloke; število delavcev, ki so uporabljali kladivo; število delavcev, ki so klesali kamnino; število stražarjev, število kovačev, število orodja itd.
O aktivnosti kamnoloma dokazujeta dve ostraki: Ostraka z omembo Nerona, datirana v leto 68 n. št. in ostraka s posvetilnim napisom templja posvečenem Aleksandru Severu, datirana v leto 222-235 n. št.

### Naselje in delavnica Hydreum
V bližini Mons Claudianus-a se je nahajalo naselje Hydreum, katerega je obkrožalo več manjših kamnolomov. Naselje leži 1 km jugozahodno od naselja na področju Wadi Umm Hussein. Naselbina je imela sobe različnih velikosti. Zidovi so bili debeli od 150 cm - 180 cm in visoki 300 cm. Vhod v naselje se je nahajal na vzhodni strani. Do naselja je vodila cesta široka 230 cm. V bližini naselja je bila delavnica, koće, tri manjše zgradbe in opazovalni stolp.
- Delavnica je imela sobe, katere so bile  različnih velikosti in dimenzij. Stene so bile debele od 60 cm-80 cm.
- Koče so stale na dveh terasah na hribu in so imele dva vhoda in sobe. Verjetno so bile namenjene za bivanje stražarjev. Iz njih so imeli pogled na naselje in na delavnico.
- Tri manjše zgradbe so stale na jugovzhodnem delu. Dve izmed njih sta bili stražarnici. Tu sta bili najdeni ostraki, datirani v čas Trajana in Nerona. Tretja zgradba je bil tempelj (podobnost templja s templjem ISIS MYRIOYMOS pri Mons Porphyrites).

### Skopeloi in stolpi
V okolici  Mons Claudianusa so našli skopeloe in stolpe. 
Skopeloi so bili okrogle oblike (premer 1m -1.5m). Nekateri so imeli manjša okna v zidu, iz katerih je bilo mogoče videti druge skopeloe ali pa bližnji kamnolom. Razvrščenost je potekala v dveh paralelnih vrstah (J-Z-S-V) čez vso območje. Razdalja med skopeloi je bila 650 m. Verjetno so bili namenjeni za komunikacijo z glasom ali mahanjem rok. Ta sistem komunikacije ni bil za obveščanje o bližajoči se nevarnosti. Po navadi so bili ob njih najdeni fragmenti Nilskih amfor. 
Raziskani so bili trije stolpi. Dva izmed njih sta bila najdena na vrhu hriba v Umm Diqual v zelo porušenem stanju. Tretji stolp je bil zgrajen v sohozidni tehniki in je bil najden na vrhu hriba v Hydreum-u. Stolpi so bili namenjeni za opazovanje pred prihajajočo nevarnostjo. Komunikacija je potekala z glasom ali mahanjem zastavice.  

### Izdelki(povezave)
Granit iz Mons Claudianusa je bil nekaj posebnega, saj je prihajal iz področja rimskega imperija. Uporabljen je bil predvsem v prestižnih stavbah, kar pomeni, da si ga je lahko privoščil samo cesar. Iz granita so izdelovali stebre in talne plošče. Ta kamen lahko vidimo v Rimu v portiku in znotraj na tleh Pantenona, v Hadrijanovi vili, v templju Venere in Rome, v baziliki Ulpii na Trajanovem forumu, v Karakalovih in Dioklecianovih termah (najdena sta bila dva stebra). Najdbe se nahajajo tudi v puščavi Fatiri in Abu Zawal v vzhodnem delu Egipta, v Aleksandriji, v Hagii Sophii v Istanbulu in v Dioklecijanovem mavzoleju v Splitu (najdena sta bila dva manjša tebra). Material je bil najden tudi v Firencah in Raveni (možno je, da je material prišel iz Rima).